# Hans-Henning Ohlert
Hans-Henning Ohlert (* 23. September 1952) ist ein ehemaliger deutscher Mittelstreckenläufer, der sich auf die 800-Meter-Distanz spezialisiert hatte und für die DDR startete.
Bei den Leichtathletik-Europameisterschaften 1971 in Helsinki und bei den Leichtathletik-Halleneuropameisterschaften 1973 wurde er jeweils Vierter. 1973 gewann er Bronze bei der Universiade, und 1974 erreichte er bei den Europameisterschaften in Rom das Halbfinale.
Im Juni 1975 gewann Ohlert den 1500-Meter-Lauf beim Länderkampf der DDR gegen Großbritannien in – laut Neues Deutschland "mäßigen" – 3:42,1 wurde aber im Bericht der Parteizeitung ausdrücklich dafür kritisiert, die "vereinbarte Länderkampftaktik" nicht eingehalten zu haben.
1973 und 1974 wurde er DDR-Meister, 1970, 1971 und 1972 Vizemeister. 1976 wurde er DDR-Vizemeister über 1500 Meter.
Hans-Henning Ohlert startete für den ASK Vorwärts Potsdam.

## Bestleistungen

### Freiluft
- 0800-Meter-Lauf: 1:45,9 min am 1. Juli 1973 in  Leipzig
- 1000-Meter-Lauf: 2:18,2 min am 28. August 1974 in  Potsdam
- 1500-Meter-Lauf: 3:40,2 min am 12. Juni 1975 in  Potsdam

### Halle
- 0800-Meter-Lauf: 1:49,54 min am 10. März 1973 in  Rotterdam

| Personendaten    | Personendaten                  |
| ---------------- | ------------------------------ |
| NAME             | Ohlert, Hans-Henning           |
| KURZBESCHREIBUNG | deutscher Mittelstreckenläufer |
| GEBURTSDATUM     | 23. September 1952             |